# Baggersee Billbrook
Der nördliche Baggersee Billbrook, auch Baggersee Unterer Landweg, ist ein Baggersee in Hamburg-Billwerder.

## Lage und Abmessungen
Der Baggersee ist südlich der Bille zwischen den Straßen Unterer Landweg, Billwerder Billdeich, der Bundesautobahn 1 und dem Dweerlandweg gelegen. Er liegt zwischen Sandbergen und -flächen und Abraumhalden sowie in der Nähe der (teils ehemaligen) Sendemasten des Senders Billwerder-Moorfleet. Er ist etwa 15,6 ha groß.

## Geschichte und Planungen
Der Baggersee entstand seit 1987 durch Kiesabbau. Unmittelbar südlich befindet sich ein zweiter, kleinerer Baggersee, der näher am Dweerlandweg gelegen ist. Hier findet noch aktiv Kiesabbau statt. Es ist geplant, nach Ende des Kiesabbaus den beziehungsweise die dadurch neu entstehenden Seen mit dem bereits bestehenden zu einem See zu vereinigen. Für den weiteren Kiesabbau wird auch ein Teil der Sendemasten zurückgebaut.

## Öffentliche Nutzung
Im Bebauungsplan Billbrook 8/Billwerder 27 ist eine mögliche Freizeitfläche am See vorgesehen, die zur Entlastung des Naturschutzgebiet Boberger Niederung dienen könnte. Der Bebauungsplan ist jedoch nicht abgeschlossen. Die Umgebung eignet sich allerdings für einige Aktivitäten wie Spaziergänge und Fahrradtouren.